# Takumi Fujiwara
Takumi Fujiwara (藤原 拓海 Fujiwara Takumi?), conocido como Tak en la versión de Tokyopop) es el protagonista principal de Initial D.
Actúa como el repartidor del negocio de tofu de su padre, conduciendo el Toyota Sprinter Trueno GT-APEX (AE86) de su padre hasta la cima de la montaña todas las mañanas para entregar tofu a los hoteles para el día. Después de derrotar a Keisuke Takahashi en una batalla improvisada, fue apodado el "'Fantasma Blanco de Akina" y comenzó compitiendo solo, ocasionalmente representando a los Akina SpeedStars en la batalla. Eventualmente fue invitado a unirse al Project D como su as del descenso.

## Curiosidades
- Una ortografía diferente de "Takumi" (匠) significa "artesano", algo como Takumi se describe en varias ocasiones.[5][6]

- En Legend 3: Dream, aparece un Toyota 86 GT conductor, con la voz de Shinichiro Miki, el actor de voz original de Takumi.

- Se muestra a Takumi conduciendo 5 autos diferentes en la serie. Estos son:

- - Toyota Sprinter Trueno 3door GT-APEX (AE86)

- - Toyota Corolla Levin SR (AE85) de Itsuki Takeuchi

- - Nissan Silvia K (S13) de Koichiro Iketani

- - Nissan 180SX Type II (RPS13) de Tsukamoto (solo en el manga)

- - Subaru Impreza WRX STi Coupe Type R Version V (GC8F) de su padre

- En el doblaje en español latino del anime, su apellido se pronuncia mal como "Fujiyara" (Acto 2) y "Fujuwara" (a lo largo de todo el doblaje).